# Michel Gondry
Michel Gondry, född 8 maj 1963 i Versailles, är en fransk film- och musikvideoregissör, manusförfattare och filmproducent.
Gondry ville bli konstnär eller uppfinnare som ung, och gick i konstskola där han mötte ett gäng killar som han bildade musikgruppen Oui-Oui med. Han regisserade deras musikvideor, och en av dessa visades på MTV där sångerskan Björk råkade se den. Hon bad Gondry regissera en av hennes tidiga musikvideor och efter detta har han regisserat ett flertal andra liknande videor åt till exempel musikgruppen Daft Punk, Radiohead, Björk, Beck, The Chemical Brothers, Massive Attack, Kylie Minogue och The White Stripes, samt flera reklamfilmer. Gondry har varit pionjär i flera sätt att använda kameror, och hjälpte till att skapa "bullet-time"-tekniken som använts i filmer som The Matrix.
Långfilmsdebuten kom 2001 med filmen Human Nature. 2004 regisserade Gondry filmen Eternal Sunshine of the Spotless Mind med Jim Carrey och Kate Winslet i huvudrollerna. Gondry fick, tillsammans med Charlie Kaufman och Pierre Bismuth en Oscar i kategorin Bästa originalmanus för filmen. Gondry och Kaufman arbetade även tillsammans med Human Nature.

## Filmografi, i urval
- 2001 – Human Nature
- 2004 – Eternal Sunshine of the Spotless Mind
- 2005 – Block Party
- 2006 – The Science of Sleep
- 2008 – Be Kind Rewind
- 2011 – The Green Hornet
- 2012 – The We and the I
- 2013 – Dagarnas skum